# Cantonul Perthes
Cantonul Perthes este un canton din arondismentul Melun, departamentul Seine-et-Marne, regiunea Île-de-France , Franța.

## Comune
- Arbonne-la-Forêt
- Barbizon
- Boissise-le-Roi
- Cély
- Chailly-en-Bière
- Dammarie-les-Lys
- Fleury-en-Bière
- Perthes (reședință)
- Pringy
- Saint-Fargeau-Ponthierry
- Saint-Germain-sur-École
- Saint-Martin-en-Bière
- Saint-Sauveur-sur-École
- Villiers-en-Bière